# Doubravice nad Svitavou
Doubravice nad Svitavou (in tedesco Doubrawitz an der Zwittawa) è un comune mercato della Repubblica Ceca facente parte del distretto di Blansko, in Moravia Meridionale.